# Síndrome de abstinencia del alcohol
El síndrome de abstinencia del alcohol es un conjunto de síntomas que pueden o no presentarse cuando un individuo reduce o detiene el consumo de alcohol después de un prolongado periodo de ingesta. El abuso del alcohol conduce a la tolerancia, dependencia física, y a un posterior síndrome de abstinencia. El síndrome de abstinencia es principalmente debido a que el sistema nervioso central se mantiene en un estado de hiperexcitabilidad. A diferencia de la mayoría de los otros síndromes de abstinencia provocados por otras sustancias, en el caso del alcohol, éste puede llegar a ser fatal. El síndrome puede incluir una serie de síntomas neurológicos con delirium tremens, lo que puede conducir a una excitotoxicidad.

## Trasfondo
Los sedantes hipnóticos como el alcohol son conocidos por su propensión a inducir dependencia física.
La abstinencia del alcohol ocurre como resultado de adaptaciones neuronales causadas por la exposición crónica al alcohol.
El síndrome de abstinencia ocurre cuando decaen los niveles de alcohol en sangre, lo cual puede ser aliviado volviendo a introducir el alcohol o algún agente de tolerancia cruzada. La abstinencia del alcohol está caracterizada por la excitabilidad neuropsiquiátrica y alteraciones autonómicas similares a otras drogas sedantes hipnóticas.
La dependencia de otros sedantes hipnóticos incrementa la severidad del síndrome de abstinencia.

## Cuadro clínico
La severidad del síndrome de abstinencia puede variar desde leves como por ejemplo pequeños trastornos del sueño y ansiedad hasta niveles severos en donde la vida puede llegar a correr riesgo debido a síntomas como delirio, particularmente alucinaciones y en muchos casos convulsiones. La severidad del síndrome depende de varios factores tales como la edad, factores genéticos y lo más importante, el nivel de alcoholismo en el que se encontraba previamente el paciente (considerando la ingesta y el período), lo que es medido también por el número previo de desintoxicaciones.

### Síntomas
- Agitación[6]
- Alucinaciones[3]
- Anorexia[6]
- Ansiedad y crisis de pánico[3][7]
- Catatonia[8]
- Confusión[3]
- Delirium tremens[3]
- Depresión[9][10]
- Desrealización
- Diaforesis «Sudoración»[6]
- Diarrea[6]
- Euforia[3]
- Temor[3]
- Trastornos gastrointestinales[6]
- Alucinaciones[6]
- Dolor de cabeza[6]
- Hipertensión[6]
- Hipertermia(fiebre)
- Insomnio[6]
- Irritabilidad[3]
- Náuseas y vómito[11]
- Palpitaciones[6]
- Psicosis[3][12]
- Efecto rebote en sueño REM[13]
- Excitación[3]
- Convulsiones y muerte[6]
- Taquicardia[6]
- Temblores[6]
- Debilidad[6]

## Fisiopatología
El consumo crónico de alcohol causa cambios en la química del cerebro especialmente en el sistema GABAérgico. Ocurren diferentes adaptaciones tales como cambios en la expresión génica y una regulación a la baja de los receptores GABAA. Durante la fase aguda de la abstinencia, también hay cambios como una regulación por incremento de los alfa4 que contiene receptores GABAA y una regulación a la baja de alfa1 y alfa3 que contienen receptores GABAA. Los cambios neuroquímicos que ocurren durante la abstinencia del alcohol pueden ser minimizados con medicamentos que se usan durante la desintoxicación. Con la abstinencia del alcohol y otras drogas de tolerancia cruzada estos cambios en la neuroquímica gradualmente retornan a la normalidad. Como resultado de la intoxicación repetida con alcohol también ocurren adaptaciones en el sistema NMDA y estas están involucradas en la hiperexcitabilidad del sistema nervioso central durante el síndrome de abstinencia del alcohol.
Los niveles de homocisteína –que ya están elevados durante el consumo crónico de alcohol– se incrementan aún más durante la abstinencia y puede resultar en excito-neurotoxicidad. Durante la abstinencia temprana pueden suceder anormalidades en el electrocardiograma, en particular un incremento en el intervalo QT, así como anormalidades en el electroencefalograma. Puede ocurrir una disfunción del eje hipotalámico-hipofisario-adrenal y un incremento de la hormona liberadora de hormona adrenocorticotropa durante tanto la abstinencia aguda o la prolongada del alcohol y esto contribuye a los síntoma de abstinencia tanto agudos como prolongados. Los síntomas de anhedonia y disforia pueden ser debidos a la hipoactividad de la dopamina y pueden perdurar en una abstinencia prolongada.

## Tratamiento
Las benzodiazepinas son eficaces para el tratamiento de los síntomas y para la prevención de las convulsiones. Ciertas vitaminas también son una parte importante del tratamiento del síndrome de abstinencia de alcohol. En aquellos con síntomas graves, a menudo se requiere atención hospitalaria. En aquellos con síntomas menores, el tratamiento en el hogar puede ser posible con visitas diarias a un proveedor de atención médica.
La clonidina se puede usar en combinación con benzodiazepinas para aliviar algunos de los síntomas. No se pueden sacar conclusiones con respecto a la eficacia o seguridad del baclofeno para el síndrome de abstinencia de alcohol debido a la insuficiencia y baja calidad de las pruebas.